# Valdo Durrleman
Pour les articles homonymes, voir Durrleman.
Valdo Durrleman, né à Roubaix le 23 juillet 1910 et mort à Carrières-sous-Poissy le 17 janvier 1944, est un pasteur et un théologien protestant. Son nom est attaché à la fondation protestante La Cause, créée par son père Freddy Durrleman.

## Biographie
Valdo Durrleman fait ses études secondaires au lycée Pasteur et au lycée Janson de Sailly. Il obtient une licence de philosophie à la Sorbonne, puis commence des études à la faculté de théologie protestante de Paris, qu'il achève à la faculté de théologie protestante de Montpellier en soutenant une thèse de baccalauréat intitulée Qu’est-ce que la vérité ? Essai de critique méthodologique de quelques marques du vrai. Il écrit une Histoire de la Société des amis des indigènes et des missions, avec Louis Perrier (1934). Il épouse Rose Grellet (1919-2018), le couple a trois enfants : Isabeau, Pascal et Priscille.

## Les émissions de radio: vers l'interdiction
Après sa consécration pastorale, Valdo Durrleman travaille pour La Cause, et s'installe à Montpellier, après l'exode, de 1940 à 1943. Il réalise une causerie mensuelle dans le cadre de l'émission religieuse protestante, créée à l'origine par Freddy Durrleman et reprise par la Fédération protestante de France en 1937. Le 7 décembre 1941, son émission sur « la vierge Marie et les protestants » lui vaut les critiques de Marc Boegner, soucieux de ménager les catholiques.
Une causerie qu'il donne le 6 décembre 1942, à partir du texte biblique Nombres 24,17, « Un sceptre s'élève d'Israël », allusion directe à l'antisémitisme d'État et à la Résistance, provoque une crise. Le directeur de la Radiodiffusion nationale s'exprime : « Je suis persuadé que le pasteur Durrleman croit que même en écoutant la Bible, nous sommes assez légers d'esprit pour ne pas comprendre certaines allusions. » Il obtient la mise à l'écart de Valdo Durrleman « pour atteinte à la neutralité de la radio d'État ». Les méditations à la radio sont interdites en 1943. Valdo Durrleman prépare à Montpellier une thèse de doctorat intitulée Apologie de l'apologétique, qu'il ne peut soutenir en raison des circonstances.
Valdo Durrleman revient à Carrières-sous-Poissy en 1943, et continue ses activités à La Cause, auxquelles il ajoute des cours d'histoire protestante au cours primaire et secondaire Bernard Palissy, créé par sa sœur. Il meurt prématurément, d'une bronchopneumonie, en janvier 1944.

## Publications
- Qu'est-ce que la vérité ? Essai de critique méthodologique sur quelques marques du vrai, 1934
- Histoire de la Société des amis des indigènes et des missions de la Faculté de théologie de Montauban-Montpellier, avec Louis Perrier, 1934.
- « Culte et Culture », Deux conférences prononcées le 12 novembre et le 3 décembre 1935 à la radio Le Poste Parisien, Cahors, impr. Coueslant, La Cause, 1935.
- « Évangile et civilisation », Radio-Luxembourg, Carrières-sous-Poissy, La Cause, 1936.
- Paroles de sceptiques, Carrières-sous-Poissy, La Cause, 1937
- La Réponse aux aspirations humaines, Carrières-sous-Poissy, La Cause, 1937
- John Wesley, ou l'histoire d'un homme qui avait peur de mourir, Paris, La Cause, 1939
- La Pologne, le calvinisme et la Liberté, Carrières-sous-Poissy, La Cause, 1940
- L'Énigme du monde et la réponse du christianisme. Entretiens sur quelques-unes des grandes raisons que les chrétiens ont de croire en Dieu, Carrières-sous-Poissy, la Cause, 1941
- L’Éducation protestante, Carrières-sous-Poissy/Montpellier, La Cause, 1942
- Science et foi, Carrières-sous-Poissy/Montpellier, La Cause, 1942
- Le Chrétien et l'au-delà, Carrières-sous-Poissy/Montpellier, éd. La Cause, 1942.
- Que doit-on penser du ciel et de l'enfer ?, Carrières-sous-Poissy/Montpellier, éd. La Cause, 1942.
- Pierre Jurieu (1637-1713), Carrières-sous-Poissy, n.d.